# Grenze zwischen Norwegen und Schweden

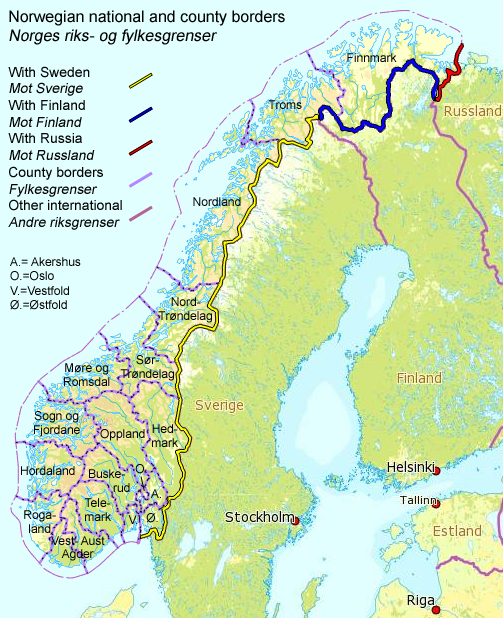
Grenzverlauf auf dem Festland

Die Grenze zwischen Norwegen und Schweden (norwegisch: Svenskegrensa, schwedisch: Norska gränsen) ist eine Landgrenze, die im Nordteil über weite geradlinige Abschnitte verläuft, die nur eingeschränkt den Naturgegebenheiten (wie einer Wasserscheide) entnommen sind. Die Länge der Landgrenze beträgt 1630 km. Sie ist Außengrenze der Europäischen Union.

## Verlauf

### Vom Dreiländereck mit Finnland bis Storlien

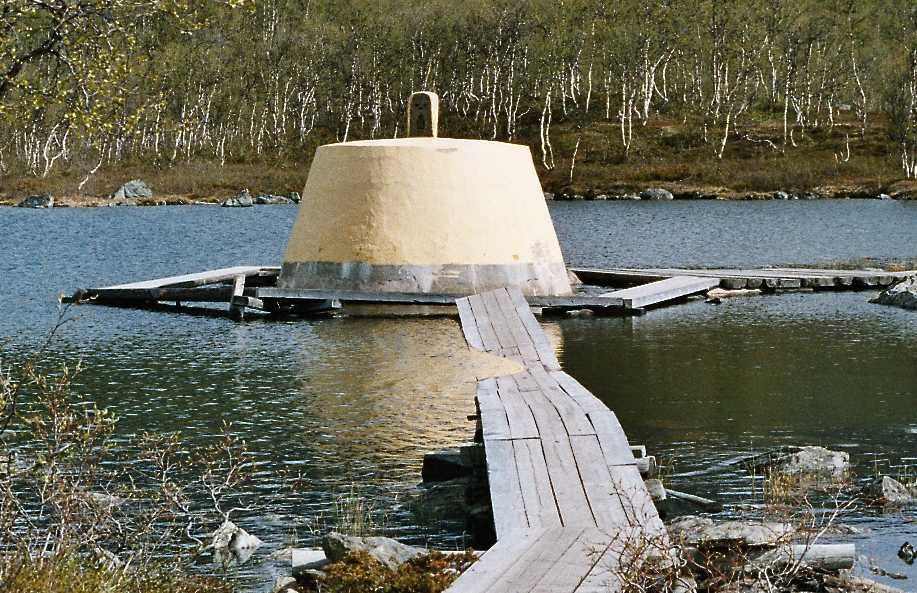
Dreiländereck mit Finnland

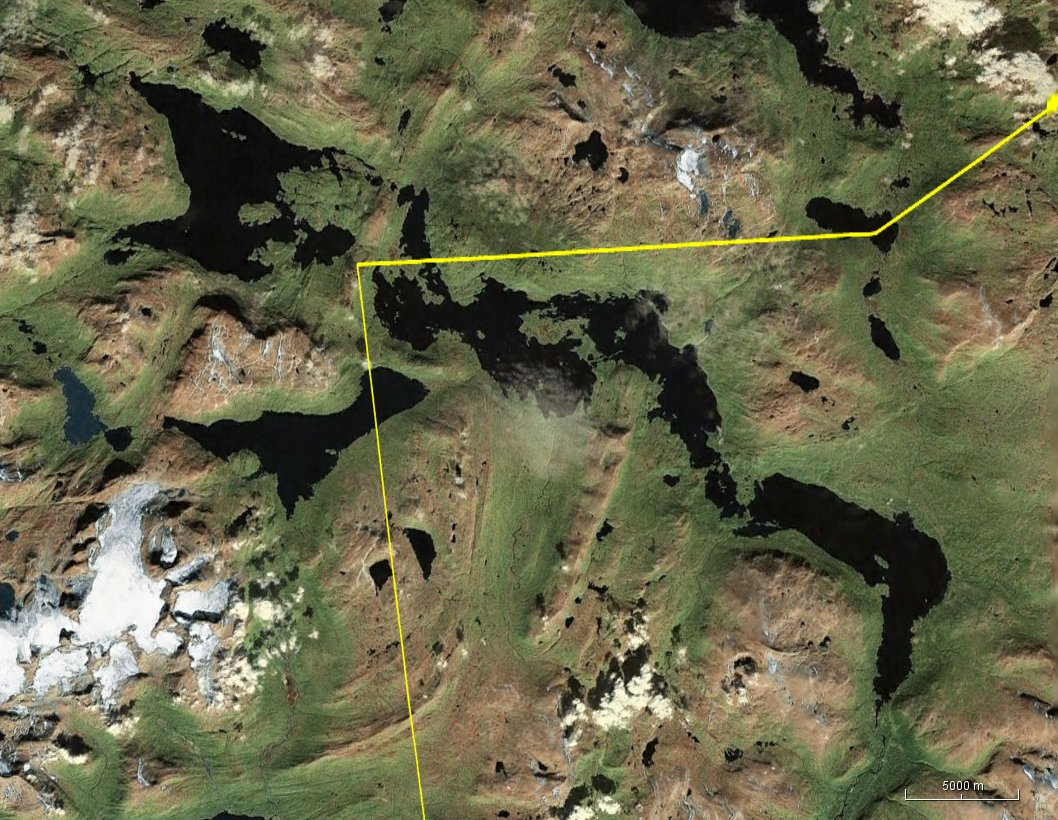
Grenzverlauf am Överuman (Satellitenaufnahme)

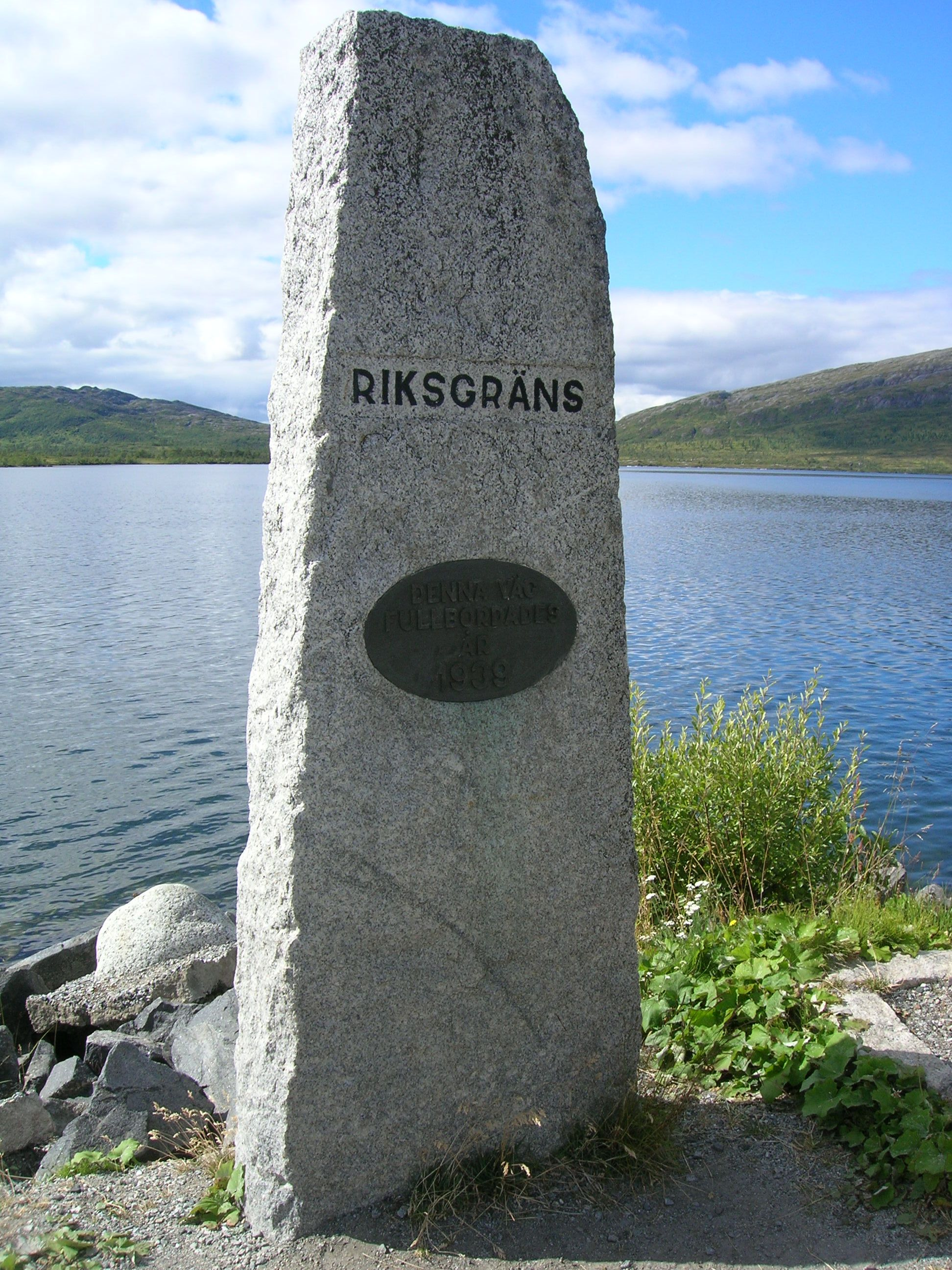
Grenzstein an der E 12

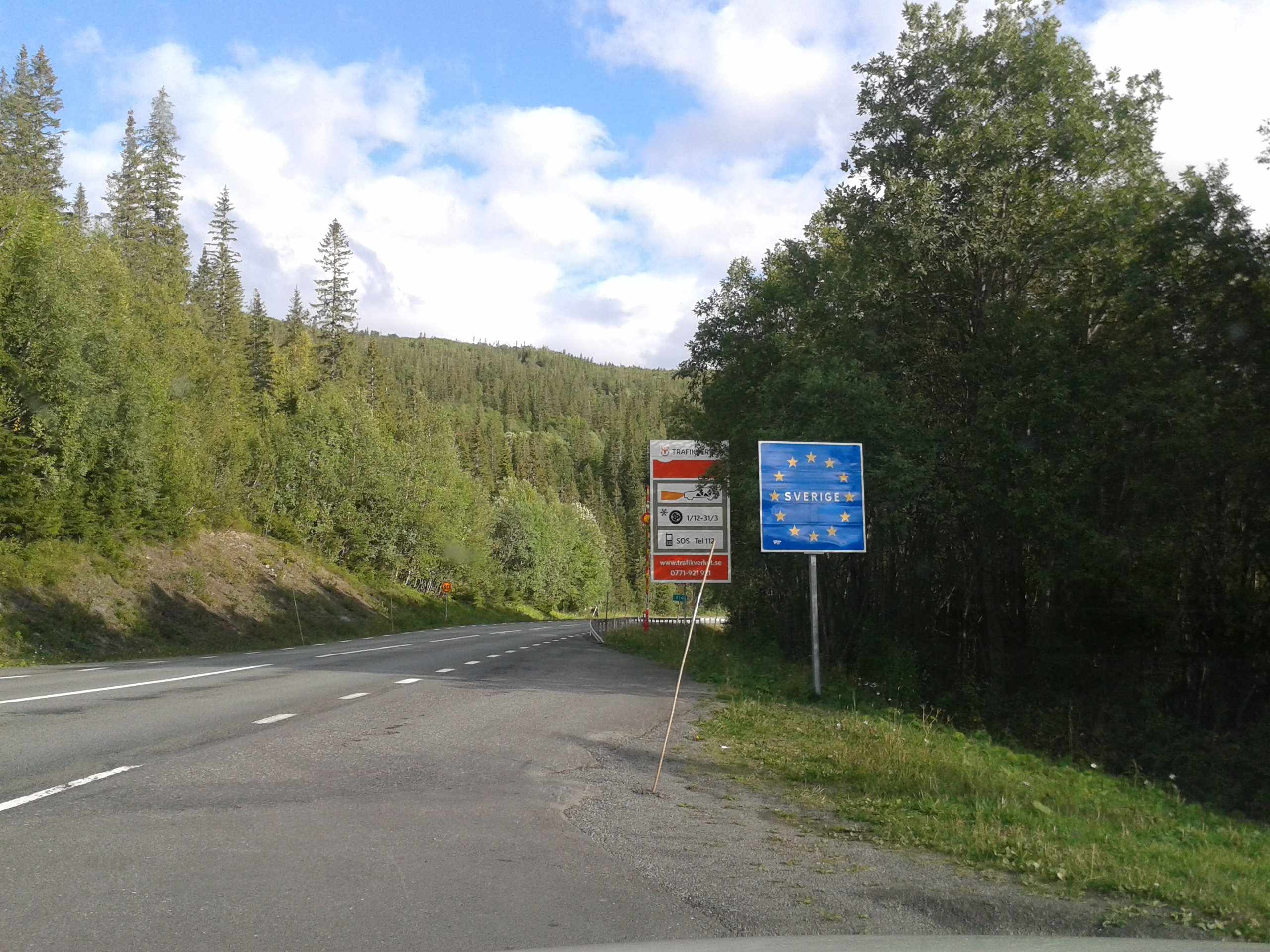
Grenze bei Storlien

Die Grenze beginnt im Norden am Dreiländereck (schwedisch Treriksröset, norwegisch Treriksrøysa/Treriksrøys) mit Finnland östlich der norwegischen Goldhytta. Danach führt sie in geraden Linien zunächst geradlinig fast genau nach Westen zum Berg Sikka (1307 moh.), wo sie zunächst nach Südosten und östlich von Moskohytta nach Süden abnickt. Am See Store Rostavatn ändert die Grenze ihre Richtung etwas mehr nach Westen und östlich des Sees Ravddojávri nach Südwesten. Nach einer erneuten Richtungsänderung nach Westen erreicht sie den Berg Cuovžžavarre (814 moh.) am Südende des norwegischen Øvre-Dividal-Nationalparks. Weiter verläuft sie Richtung Südosten südlich des in Schweden gelegenen Sees Kiepanjaure, danach wendet sich wieder nach Südwesten und erreicht das Südostende des norwegischen Sees Leinavatn.
Südlich des Lainavatns knickt sie nach Westnordwesten ab und verläuft geradlinig bis zum Berg Hjerta (1146 moh.). Von dort führt sie geradlinig nach Westen in das Tal Sördal, auf das sie knapp nördlich des Westendes des Sees Torneträsk trifft. Die Grenze umgeht weiter, zunächst im Nordosten und dann im Nordwesten, den schwedischen Nationalpark Vadvetjåkka. Südwestliche der norwegischen Stodalsstua nimmt die Landesgrenze die Richtung nach Süden auf und kreuzt beim schwedischen Riksgränsen die Europastraße 10 und die als Erzbahn benutzte Bahnstrecke Luleå–Narvik. Weiter im Süden wird der See Katteratvatn durchschnitten und die Grenze zieht geradlinig nach Süden zu den schwedischen Unna Allakasstugorna. Dort biegt sie nach Südwesten ab und knickt am Südende des norwegischen Vannaksvatn nach Nordwesten ab.
Beim Berg Storriten (1498 moh.) knickt sie rechtwinklig nach Südwesten ab und kreuzt das Südwestende des Sees Sitasjaure. Auf dem Berg Baugefjell nimmt die Grenze eine etwas westlichere Richtung und auf Höhe des norwegischen Sees Čadnejavrre wieder eine mehr südliche. In ihrem weiteren Verlauf nähert sie sich bei der Ortschaft Hellmobotn bis auf sechs Kilometer der norwegischen Meeresbucht Hellemofjord. Sie bildet weiter die Westgrenze des schwedischen Nationalparks Padjelanta und knickt nördlich des schwedischen Sees Vastenjaure nach Westsüdwesten ab. Dort verläuft sie südlich des norwegischen Sees Langvatn, bevor sie nach Südwesten und später nach Südsüdosten abknickt. Anschließend quert sie den Gletscher Linaiser und fällt über 800 m zum See Sorjusjavrre ab. Südlich dieses Sees folgt sie einer südlichen Richtung über den größtenteils in Norwegen gelegenen Gletscher Sulitjelmabre und verläuft über die Landenge nördlich des schwedischen Sees Pieskehaure, auf der sie ihre Richtung nach Südwesten ändert und das Metskidal quert.
In ihrem weiteren Verlauf bildet sie die Ostgrenze des norwegischen Junkerdal-Nationalparks. Im Tal Junkerdal wird der als Silberweg bekannte schwedische Riksväg 95 gekreuzt, der sich in Norwegen als Riksvei 77 fortsetzt. Nach einem leichten Knick nach Westen passiert die Grenze den Polarkreis. Auf dem Berg Nasa (1211 moh.) mit der stillgelegten Schwefelmine Nasafjäll in nächster Nähe auf schwedischer Seite setzt sich die Grenze nach Südsüdosten fort und knickt südöstlich des norwegischen Sees Virvatn nach Südwesten ab, im Lille Ulmevatn schließlich nochmals nach Westen. Am Nordwestende des Stausees Överuman wird die Europastraße 12 gequert. Fast unmittelbar bei diesem Stausee knickt die Grenze rechtwinklig nach Süden ab, lässt den zweitgrößten norwegischen See Røssvatnet im Westen liegen, ändert dann die Richtung leicht nach Westen und trifft auf den norwegischen Riksvei 73 von Trofors und deren schwedische Fortsetzung nach Tärnaby.
Beim schwedischen Skalmodal wird eine weitere über die Grenze führende Straße gekreuzt. Der Grenzverlauf ändert zweimal seine Richtung, quert den See Ranservatn und erreicht auf schwedischer Seite die Region Jämtland. Die Grenze wendet sich hier weiter nach Südwesten, kreuzt in einem langen geradlinigen Verlauf die Nebenstraße zwischen dem norwegischen Røyrvik und dem schwedischen Stora Blåsjön am gleichnamigen See, führt knapp am Südostende des Limingen, des achtgrößten norwegischen Binnensees, erreicht knapp den schwedischen See Kvarnbergsvattnet (mit drei Übergängen von Nebenstraßen), knickt fast rechtwinklig nach Südosten ab und verläuft dann fast parallel zum norwegischen Riksvei 72, die bei Frostviken in den schwedischen Länsväg 342 übergeht. Hier biegt sie in nahezu südliche Richtung ab und führt über den Fluss Muruelva und verläuft östlich des norwegischen Lierne-Nationalparks. Anschließend wendet sich die norwegisch-schwedische Grenze am Berg Penningkejsen (1025 moh.) nach Südwesten, kreuzt am schwedischen See Gunnarsvattnet eine Nebenstraße und am See Rengen den schwedischen Länsväg 340 und dessen norwegische Fortsetzung, die Straße 765. Knapp südlich des dann gequerten Sees Stora Kingen biegt sie nahezu rechtwinklig nach Westnordwesten ab, ändert westlich des Sees Björkvatnet ihre Richtung nach Westen und durchquert den See Jävsjön. Nach einer weiteren Richtungsänderung nach Südwesten lässt sie den See Torrön ganz in Schweden, quert aber dessen Zufluss Gauna und berührt, in mehr südliche Richtung abknickend, den norwegischen Blåfjella-Skjækerfjella-Nationalpark.
Der Grenzverlauf ändert mehrfach geringfügig seine Richtung und der norwegische Riksvei 72 mit seiner Fortsetzung, dem schwedischen Länsväg 336, der nach Kallsedet am Kallsjön führt, wird gekreuzt, ebenso sechs Kilometer weiter südlich eine Nebenstraße zum Medstugusjön und weiter zur Europastraße 14 (E14). Die Grenze führt mit zweimaliger Richtungsänderung am schwedischen See Skalsvatnet vorbei und erreicht westlich von Storlien die E14 und die parallele Bahnstrecke Sundsvall–Storlien mit ihrer Fortsetzung in Norwegen, der Bahnstrecke Trondheim–Storlien.

### Von Storlien bis zur Kongsvingerbahn/Värmlandbahn

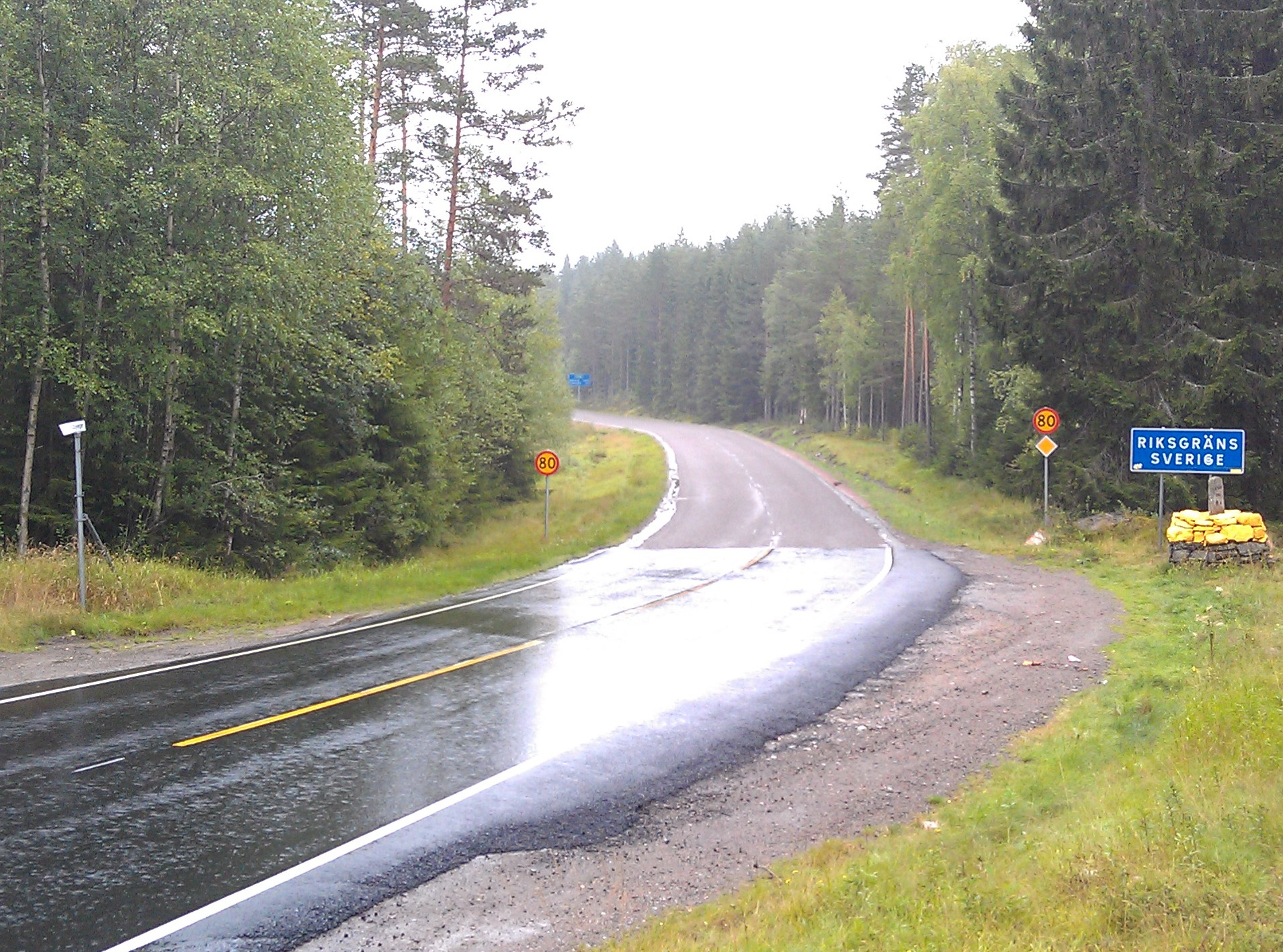
Die Europastraße 16 an der norwegisch-schwedischen Grenze

Südlich der Europastraße 14 ändert die Grenze ihre Richtung am Berg Storkluken/Storekluken nach Südsüdosten bis zum Storsola (1728 moh.) im Sylan. Dort biegt sie nach Südsüdwesten ab und lässt den Nedalssjön auf schwedischer Seite. Auf der Skardørfjella ändert sie wieder ihre Richtung nach Südsüdosten und am Häftorsstöten nochmals nach Südsüdwesten. Östlich des norwegischen Brekken (Kommune Røros) wird der norwegische Riksvei 31 erreicht, die sich auf schwedischer Seite als Riksväg 84 nach Funäsdalen fortsetzt. Westlich des Sees Malmagen macht die Grenze einen Knick nach Südsüdosten, lässt den See Bolagen auf schwedischem Gebiet und schneidet den kleinen Nedre Muggsjø. Sie verläuft weiter am Ostrand des norwegischen Femundsmarka-Nationalparks, schneidet das äußerste westliche Ende des Sees Rogen ab und ändert ihre Richtung am Våndsjön nach Südsüdwesten ab und verläuft eine lange Strecke gradlinig bis zum Berg Østerhogna (1185 moh.), quert dabei das Nordende des Sees Grövelsjön (mit der norwegischen Straße 221 von Elgå am Femundsee und einer auf schwedischer Seite anschließenden Nebenstraße nach Idre in der schwedischen Provinz Dalarna). Dabei berührt sie den norwegischen Gutulia-Nationalpark. Zwischen dem norwegischen Drevsjø und dem schwedischen Flötningen wird die norwegische Straße 218, die sich in Schweden als Riksväg 70 (Kopparleden) in Richtung auf Idre fortsetzt, gekreuzt.
Vom Østerhogna führt die Grenze, nunmehr nicht mehr exakt geradlinig, zum Drevfjellet. Dort biegt sie nach Osten ab und kreuzt südlich des schwedischen Gördalen eine Nebenstraße, die in das norwegische Ljørdalen führt. Im Brattfjället nimmt die nunmehr wieder schnurgerade verlaufende Grenze eine südöstliche Richtung und verläuft am Rand des schwedischen Fulufjället-Nationalparks, bis sie sich südöstlich des norwegischen Fulufjellet alpinsenter über den Faksefjell nach Südsüdwesten wendet. Beim norwegischen Støa führt der vom schwedischen Riksväg 66 fortgesetzte norwegische Riksvei 25 über die Grenze, die über Flermoen und an Bustad vorbei (mit zwei kleinen die Grenze querenden Straßen) nunmehr nicht mehr ganz geradlinig verläuft. Südlich von Bustad (auf schwedischer Seite an der Grenze zwischen Dalarna und Värmland) führt der Grenzverlauf weiter nach Westen, kreuzt südlich des norwegischen Lutnes am Nordende des schwedischen Sees Höfjessjön der norwegische Riksvei 26, der sich in Schweden als Riksväg 62 fortsetzt, und nimmt am Rådelsbråten wieder eine Richtung nach Südsüdosten ein, die bei Länserud knapp östlich des Halsjøen verläuft.
Die Grenze führt durch den Finnskogen, ein im 17. Jahrhundert von Waldfinnen besiedeltes Gebiet. Südöstlich des norwegischen Finnskog führt die von Flisa kommende norwegische Straße 206 über die schwedische Grenze nach Södra Finnskoga. Die wiederholt abknickende Grenze verläuft unweit östlich der norwegischen Straße 202 und durch den Fallsjön und zum See Røgden, dessen dort als Röjden bezeichnetes Südostende in Schweden liegt. Am Südufer dieses Sees erreicht die norwegische Straße 291 die Grenze und setzt sich auf schwedischer Straße als Nebenstraße über Östmark nach Torsby fort. Die Grenzlinie verfolgt weiter zunächst eine südwestliche Richtung durch den See Nyckelvattnet und schwenkt dann nach Süden. Hier quert die von Kongsvinger kommende Europastraße 16 bei Øvermoen die Grenze, die in Schweden nach Torsby führt. In ihrem weiteren Verlauf schneidet sie den Varaldsjø nahe dessen Südende (mit grenzüberschreitender Nebenstraße) und trifft, weitgehend parallel zum Fernwanderweg Finnskogleden verlaufend, zwischen dem norwegischen Skotterud und dem schwedischen Charlottenberg auf die Bahnstrecke der schwedischen Värmlandsbanan und der norwegischen Kongsvingerbanen, die die Verbindung zwischen den Hauptstädten Oslo und Stockholm vermittelt, sowie auf den norwegischen Riksvei 2 (Rv 2), der in den schwedischen Riksväg 61 übergeht.

### Von der Kongsvingerbahn bis zum Skagerrak

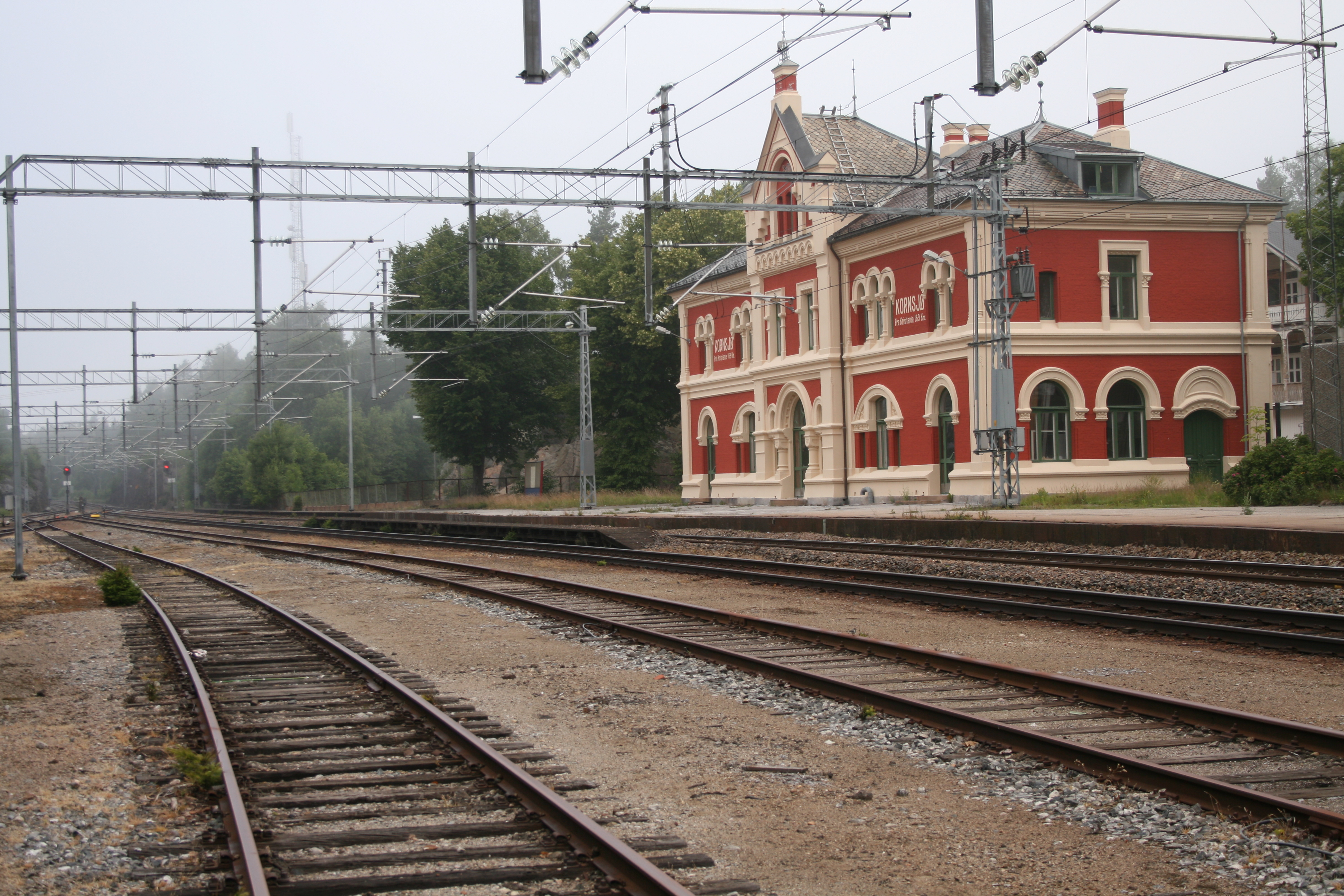
Norwegischer Grenzbahnhof in Kornsjø

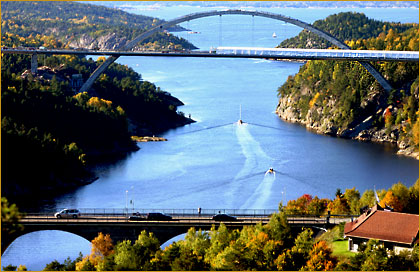
Die Svinesundbrücken (2004)

Von dort aus führt die Grenze in weitgehend westlicher Richtung weiter durch den Helgesjø und den Tannsjön, biegt auf der Höhe von Bergerud nach Süden ab und lässt den See Rømsjø auf norwegischer Seite, südlich dessen die norwegische Straße 126 zur Grenze bei Trosterud führt und auf schwedischer Seite von einer Nebenstraße nach Östervallskog und Töcksfors fortgesetzt wird. Weiter macht der Grenzverlauf einen Bogen nach Süden und erreicht zwischen dem norwegischen Ørje und Töcksfors die Europastraße 18. Von dort führt sie weiter nach Süden westlich des Sees Foxen und durch den mit diesem in Verbindung stehenden See Stora Le, in dem die Grenze durch die Insel Trollön verläuft. Südöstlich des norwegischen Hallesby verlässt die Grenze den See und führt zur norwegischen Straße 106 östlich von Holmegil, die auf schwedischer Seite in einer Nebenstraße über Nössemark nach Ed am Südende des Stora Le ihre Fortsetzung findet. Die Fortsetzung der Grenze führt in den Boksjön und weiter nach Kornsjø am gleichnamigen See sowie an der Bahnstrecke Mellerud/Skälebol–Kornsjö (Norgebanan), die hier die Grenze überschreitet und sich in Norwegen nach Halden fortsetzt, sowie an der norwegischen Straße 101 und dem schwedischen Länsväg 166. Die Grenze setzt sich weiter nach Südwesten fort und erreicht am norwegischen Riksvei 22 bei Holter, die hier in den schwedischen Länsväg 165 übergeht, ihren südlichsten Punkt.
Sie setzt sich noch ein kurzes Stück nach Westen fort und führt dann nach Norden, die norwegische Straße 102 kreuzend, zum Iddefjord fort, an dem die Grenzstadt Halden liegt, und folgt dem nach Westsüdwesten abknickenden Fjord, der nunmehr den Namen Svinesund trägt. Über diesen führt die autobahnmäßig ausgebaute Europastraße 6, die hier mit der alten Straße mit den mautpflichtigen Svinesundbrücken Schweden und Norwegen verbindet. Die Grenze setzt sich als Seegrenze durch den Singlefjorden fort und belässt die beiden dem Festland vorgelagerten Sandøy-Inseln und die Insel Herføl bei Norwegen. Sie verläuft in den Skagerrak.

## Gemeinden an der Staatsgrenze (von Nord nach Süd)
| Finnland              |                                 |           |                                             |                      |              |                 |
| Troms                 | Målselv                         |           | S k a n d i n a v i s c h e s G e b i r g e |                      | Kiruna       | Norrbottens län |
| Troms                 | Bardu                           |           | S k a n d i n a v i s c h e s G e b i r g e |                      | Kiruna       | Norrbottens län |
| Nordland              | Narvik                          |           | S k a n d i n a v i s c h e s G e b i r g e |                      | Kiruna       | Norrbottens län |
| Nordland              | Narvik                          | Gällivare | S k a n d i n a v i s c h e s G e b i r g e |                      |              | Norrbottens län |
| Nordland              | Hamarøy                         |           | S k a n d i n a v i s c h e s G e b i r g e |                      |              | Norrbottens län |
| Nordland              | Jokkmokk                        |           | S k a n d i n a v i s c h e s G e b i r g e |                      |              | Norrbottens län |
| Nordland              | Sørfold                         |           | S k a n d i n a v i s c h e s G e b i r g e |                      |              | Norrbottens län |
| Nordland              | Fauske                          |           | S k a n d i n a v i s c h e s G e b i r g e |                      |              | Norrbottens län |
| Nordland              | Arjeplog                        |           | S k a n d i n a v i s c h e s G e b i r g e |                      |              | Norrbottens län |
| Nordland              | Saltdal                         |           | S k a n d i n a v i s c h e s G e b i r g e |                      |              | Norrbottens län |
| Nordland              | Rana                            |           | S k a n d i n a v i s c h e s G e b i r g e |                      |              | Norrbottens län |
| Nordland              |                                 | Sorsele   | S k a n d i n a v i s c h e s G e b i r g e | Västerbottens län    |              |                 |
| Nordland              | Storuman                        |           | S k a n d i n a v i s c h e s G e b i r g e | Västerbottens län    |              |                 |
| Nordland              | Hemnes                          |           | S k a n d i n a v i s c h e s G e b i r g e | Västerbottens län    |              |                 |
| Nordland              | Hattfjelldal                    |           | S k a n d i n a v i s c h e s G e b i r g e | Västerbottens län    |              |                 |
| Nordland              | Vilhelmina                      |           | S k a n d i n a v i s c h e s G e b i r g e | Västerbottens län    |              |                 |
| Trøndelag (Tröndelag) | Røyrvik                         |           | S k a n d i n a v i s c h e s G e b i r g e |                      | Strömsund    | Jämtlands län   |
| Trøndelag (Tröndelag) | Lierne                          |           | S k a n d i n a v i s c h e s G e b i r g e |                      | Strömsund    | Jämtlands län   |
| Trøndelag (Tröndelag) | Krokom                          |           | S k a n d i n a v i s c h e s G e b i r g e |                      |              | Jämtlands län   |
| Trøndelag (Tröndelag) | Åre                             |           | S k a n d i n a v i s c h e s G e b i r g e |                      |              | Jämtlands län   |
| Trøndelag (Tröndelag) | Snåsa                           |           | S k a n d i n a v i s c h e s G e b i r g e |                      |              | Jämtlands län   |
| Trøndelag (Tröndelag) | Verdal                          |           | S k a n d i n a v i s c h e s G e b i r g e |                      |              | Jämtlands län   |
| Trøndelag (Tröndelag) | Meråker                         |           | S k a n d i n a v i s c h e s G e b i r g e |                      |              | Jämtlands län   |
| Trøndelag (Tröndelag) | Tydal                           |           | S k a n d i n a v i s c h e s G e b i r g e |                      |              | Jämtlands län   |
| Trøndelag (Tröndelag) | Berg                            |           | S k a n d i n a v i s c h e s G e b i r g e |                      |              | Jämtlands län   |
| Trøndelag (Tröndelag) | Røros                           |           | S k a n d i n a v i s c h e s G e b i r g e |                      | Härjedalen   | Jämtlands län   |
| Innlandet (Inland)    | Engerdal                        |           | S k a n d i n a v i s c h e s G e b i r g e |                      | Härjedalen   | Jämtlands län   |
| Innlandet (Inland)    | Engerdal                        |           | S k a n d i n a v i s c h e s G e b i r g e | Älvdalen             | Dalarnas län |                 |
| Innlandet (Inland)    | Trysil                          |           | S k a n d i n a v i s c h e s G e b i r g e | Älvdalen             | Dalarnas län |                 |
| Innlandet (Inland)    | Malung-Sälen                    |           | S k a n d i n a v i s c h e s G e b i r g e |                      | Dalarnas län |                 |
| Innlandet (Inland)    |                                 | Torsby    | S k a n d i n a v i s c h e s G e b i r g e | Värmlands län        |              |                 |
| Innlandet (Inland)    | Våler                           | Torsby    | S k a n d i n a v i s c h e s G e b i r g e | Värmlands län        |              |                 |
| Innlandet (Inland)    | Åsnes                           | Torsby    | S k a n d i n a v i s c h e s G e b i r g e | Värmlands län        |              |                 |
| Innlandet (Inland)    | Grue                            | Torsby    | S k a n d i n a v i s c h e s G e b i r g e | Värmlands län        |              |                 |
| Innlandet (Inland)    | Kongsvinger                     | Torsby    | S k a n d i n a v i s c h e s G e b i r g e | Värmlands län        |              |                 |
| Innlandet (Inland)    | Arvika                          |           | S k a n d i n a v i s c h e s G e b i r g e | Värmlands län        |              |                 |
| Innlandet (Inland)    | Eda                             |           | S k a n d i n a v i s c h e s G e b i r g e | Värmlands län        |              |                 |
| Innlandet (Inland)    | Eidskog, Magnormoen (seit 2022) |           | S k a n d i n a v i s c h e s G e b i r g e | Värmlands län        |              |                 |
| Akershus              | Aurskog-Høland                  |           | S k a n d i n a v i s c h e s G e b i r g e | Värmlands län        |              |                 |
| Akershus              | Aurskog-Høland                  | Årjäng    | S k a n d i n a v i s c h e s G e b i r g e | Värmlands län        |              |                 |
| Østfold               | Marker                          |           | S k a n d i n a v i s c h e s G e b i r g e | Värmlands län        |              |                 |
| Østfold               | Aremark                         |           | S k a n d i n a v i s c h e s G e b i r g e | Värmlands län        |              |                 |
| Østfold               |                                 | Dals-Ed   | S k a n d i n a v i s c h e s G e b i r g e | Västra Götalands län |              |                 |
| Østfold               | Halden                          | Dals-Ed   | S k a n d i n a v i s c h e s G e b i r g e | Västra Götalands län |              |                 |
| Østfold               | Tanum                           |           | S k a n d i n a v i s c h e s G e b i r g e | Västra Götalands län |              |                 |
| Østfold               | Strömstad                       |           | S k a n d i n a v i s c h e s G e b i r g e | Västra Götalands län |              |                 |
| Skagerrak             |                                 |           |                                             |                      |              |                 |

## Geschichte

Ausschnitt aus der Karte des Grenzverlaufs 1754 (Riksarchivet)

Der bestehende Verlauf der Grenze geht großenteils auf das Jahr 1645 zurück, als im Frieden von Brömsebro Jämtland, Härjedalen und weitere Gebiete von Dänemark, zu dem Norwegen damals gehörte, an Schweden abgetreten werden mussten. Bohuslän kam im Frieden von Roskilde 1658, an Schweden, ebenso das Gebiet von Trondheim, das aber bereits 1660 im Frieden von Kopenhagen wieder an Dänemark zurückkam. Die genaue Festlegung der Grenze erfolgte 1751 im Vertrag von Strömstad (mit dem Anhang „Første Codicil og Tillæg Til Grendse-Tractaten imellem Kongerigerne Norge og Sverrig Lapperne betræffende“), die Markierung im Gelände daran anschließend bis 1765. Die von 1814 bis 1905 bestehende, durch den Vertrag von Karlstad beendete norwegisch-schwedische Union brachte keine Grenzänderungen, jedoch hatte Schweden bereits 1809 Finnland an Russland abtreten müssen. Auch die deutsche Besetzung Norwegens von 1940 bis 1945 ließ die Grenze unberührt.

## Außengrenze der Europäischen Union

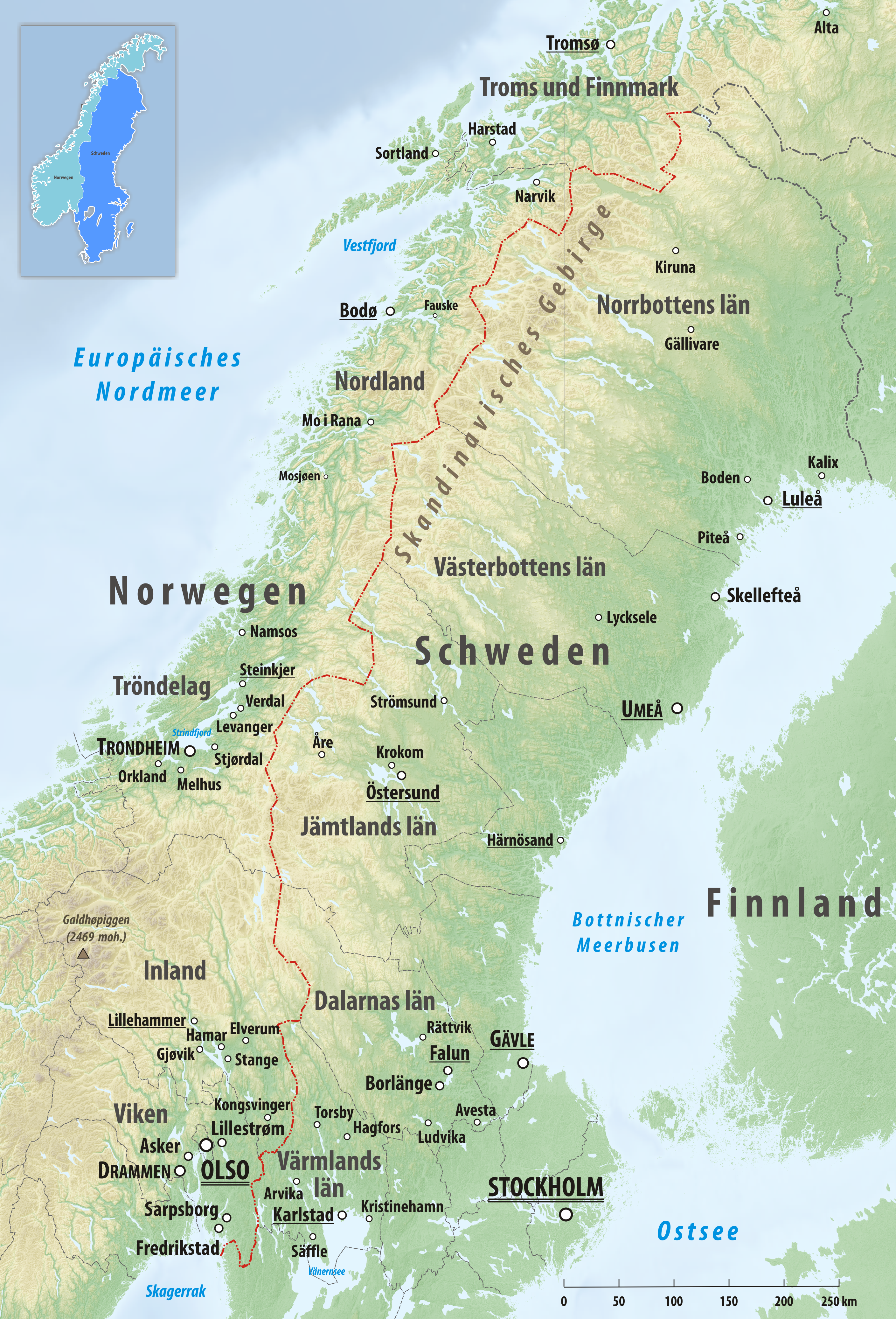
Grenzverlauf Norwegen–Schweden

Seit dem Beitritt Schwedens zur Europäischen Union ist die Grenze EU-Außengrenze, jedoch gehören beide Staaten dem Schengen-Raum an. Deshalb gibt es keine Personen-, wohl aber Zollkontrollen an bestimmten Grenzstationen.

## Grenzhinderungen im Laufe der Coronavirus-Pandemie (SARS-CoV-2) ab 2020
Ab März 2020 kam es zu unterschiedlichen Behinderungen der Personen- und Warenfreizügigkeit zwischen Schweden und Norwegen. Zunächst führte Norwegen ein Einreiseverbot für Ausländer und nicht gemeldete Personen ein. Dieses wurde später durch obligatorische 14-tägige, dann 10-tägige Quarantäne ersetzt. Im Herbst 2020 eskalierte Norwegen die Regelungen für Grenzpendler (obligatorischer Virustest), während im Winter 2020–21 praktisch ein Einreiseverbot für alle nicht-kritischen Berufsgruppen verhängt wurde. Gleichzeitig schloss Norwegen die Nebengrenzübergänge, was zu massiven Schwierigkeiten für Grenzpendler führte. Im Januar 2021 sperrte Norwegen die Grenzpendler in nichtkritischen Berufen aus, ohne verlorene Gehälter zu kompensieren. Schweden führte Ende Januar 2021 ein Einreiseverbot aus Norwegen ein, schloss Grenzübergänge und führte Quarantänepflicht nach Reisen nach Norwegen ein. Beide Länder bewachten seitdem ihre Grenze mit Militärpersonal. (Stand März 2020).